# Paolo Moretti
Paolo Moretti (ur. 1759, zm. 1804 w Sztokholmie) – włoski ksiądz katolicki, wikariusz apostolski Szwecji w latach 1795–1804.

## Życiorys
Został skierowany w 1791 przez Stolicę Apostolską do pracy duszpasterskiej w Sztokholmie. Był o 25 lat młodszy od Rafaela d’Ossery w związku z tym od samego początku dochodziło między nimi do konfliktów dotyczący metod ewangelizacji Szwedów oraz co do spraw organizacyjno-administracyjnych. Najwięcej kontrowersji wzbudzał język w jakim wygłaszane miały być kazania, wśród których wchodziły języki: włoski, francuski i niemiecki. W międzyczasie zmniejszeniu uległa liczba wiernych w Szwecji. trzykrotnie przebywał w Rzymie, prosząc kurię o wsparcie finansowe. Jego największym sukcesem było nakłonienie króla Gustawa IV Adolfa do wydania katechizmu Kościoła Katolickiego za pieniądze państwowe. Zmarł w Sztokholmie w wieku 45 lat.